# Horama texana
Horama texana är en fjärilsart som beskrevs av Augustus Radcliffe Grote 1868. Horama texana ingår i släktet Horama och familjen björnspinnare. Inga underarter finns listade i Catalogue of Life.